# أليخاندرو سانتو دومينغو
أليخاندرو سانتو دومينغو (بالإسبانية: Alejandro Santo Domingo Dávila)‏ هو شخصية أعمال كولومبي وأمريكي، ولد في 13 فبراير 1977 في نيويورك في الولايات المتحدة.

## وصلات خارجية
- الموقع الرسمي